# Pierre-Olivier Malherbe

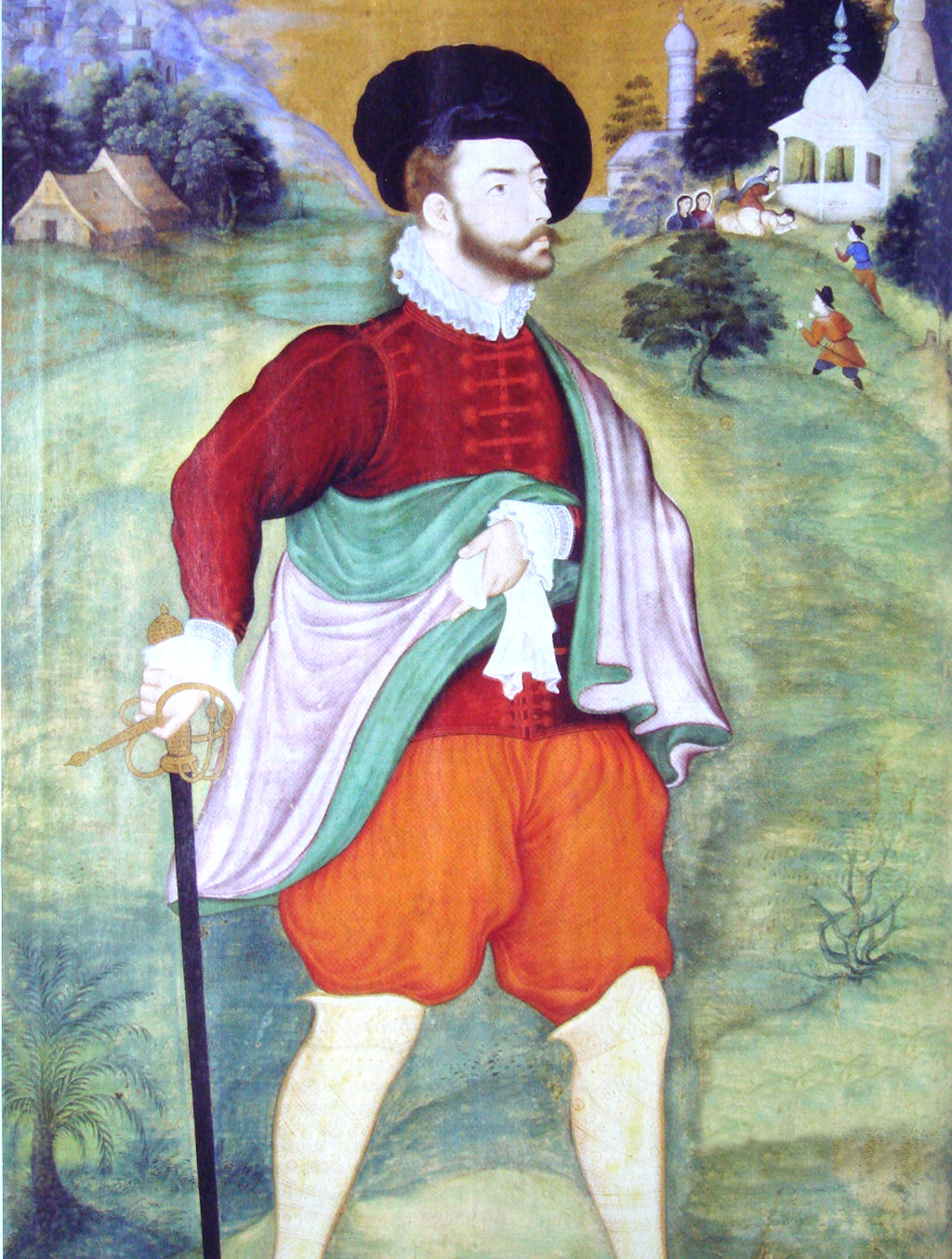
Pierre-Olivier Malherbe en Hindustan.

Pierre-Olivier Malherbe (Vitré, Ille-et-Vilaine, 1569 - muerto probablemente en España, ca. 1616), fue un comerciante francés considerado como el primer francés en haber hecho una circunnavegación del mundo por tierra.

## El negociante
Nacido en una familia de comerciantes de velas, se embarcó en Saint-Malo en 1581 con destino a España para aprender el negocio familiar con uno de sus tíos. En esta segunda mitad del siglo XVI, Sanlúcar de Barrameda (Andalucía, en la desembocadura del río Guadalquivir, no lejos de Sevilla), era un importante centro comercial donde su familia tenía una tienda bretona. Castellanizó su nombre como Pedro López Malahierva, aprendió el español y trabajó durante diez años en la tienda de «toiles bretonnes et bas-à-l’aiguille» [telas bretonas y bajos a la aguja]. Durante esta estancia española, se habría convertido en un ingeniero después de estudiar en la Universidad de Valladolid. Deseando embarcarse hacia México, se procuró una orden de una misión de la Universidad de Salamanca a nombre de Pedro López Malahierva (la Nueva España estaba prohibido a los extranjeros).

## El viajero

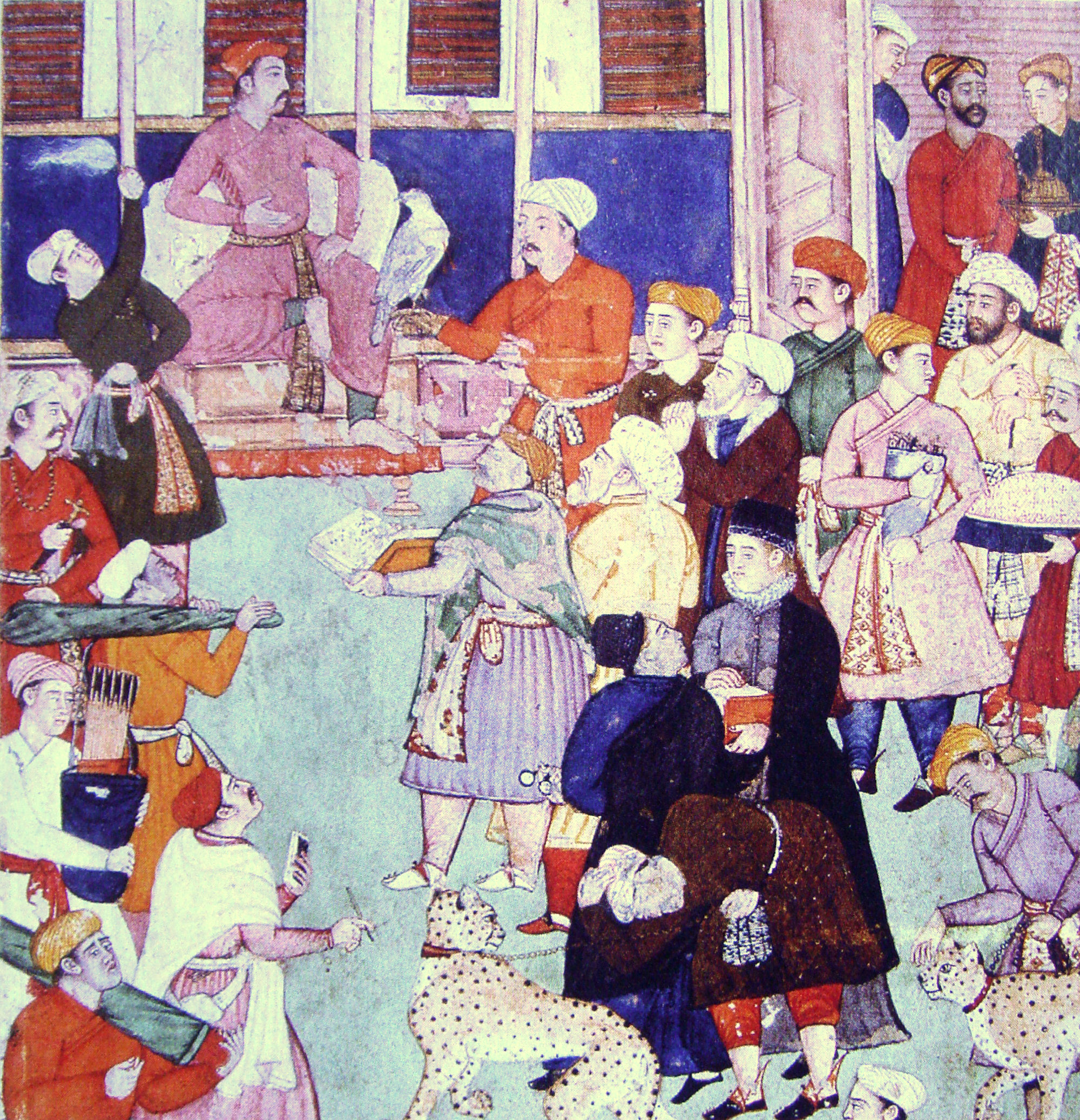
Akbar con visitantes europeos.

En 1592, se embarcó hacia las Américas y pronto llegó a México donde conoció al virrey Mendoza. Persiguiendo el sueño de los conquistadores, descubrió una mina de plata y tomó un socio para explotarla. Pero la empresa tuvo problemas y Malherbe debió de huir hacia Panamá, luego a Perú y Bolivia, incluyendo la ciudad minera de Potosí, famosa por su montaña de mineral de plata, el Cerro Rico. A continuación, retoma el mar y descendió hasta la Tierra del Fuego, pasando por el estrecho de Magallanes.
El viaje continuó hacia las Filipinas y luego siguió a China. En Cantón, retomó su nombre de Pierre-Olivier Malherbe y logró entrar en el círculo de los notables chinos, seducidos por los relatos de sus aventuras, y su experiencia de nuevas técnicas. Su reputación llegó incluso al emperador, que le concedió la protección, lo que le permitió viajar por toda Indochina y luego Malasia.
En la India, se encontró con el gran mogol Akbar, de quien se hizo amigo. Akbar, que reinaba desde 1556, era a la vez un conquistador que había sido capaz de ampliar y administrar su imperio y un creyente en busca de un sincretismo. Malherbe permaneció tres años en la India y viajó según su costumbre. Habría explorado las fuentes del Ganges, habría ido al Tíbet, a Uzbekistán y habría visitado Kabul y Samarcanda. A la muerte del emperador en 1605 , tomó el camino hacia Persia donde fue recibido por el Shah que le permitió visitar su territorio. Le ofreció casarse con la hija del rey de Ormuz, pero Malherbe decidió regresar a Francia. Recorriendo Arabia, Mesopotamia, Siria, llegó a Alejandreta, donde abordó un barco marsellés en 1609.

## Los últimos años
De regreso a su país, con veintisiete y después de un viaje de diecisiete años, se reunió varias veces con el rey Enrique IV de Francia, a quien narró sus aventuras, y sobre todo a su geógrafo Pierre Bergeron (1585-1638), que consignó por escrito la historia de sus perigrinaciones. A su regreso, Pierre-Olivier Malherbe se reunió varias veces con el rey francés Enrique IV, para hablarle del oro y de la plata de la Indias Orientales. Les habló de los yacimientos de oro y plata y les explicó lo que había aprendido sobre las rutas para llegar a estos lugares, y se ofreció a dirigir una expedición para el rey. Malherbe fue también consejero del rey Enrique IV a quien ayudó a fundar la fortuna de Francia gracias a la explotación de los países de ultramar. Después de la muerte del rey (1610), regresó a España para un nuevo acuerdo comercial. Murió hacia 1616, aunque hubo rumores que afirmaban que habría partido hacia México.
Pierre-Olivier Malherbe no dejó escritos de su propia mano y su historia es conocida por la transcripción del geógrafo de la corte Pierre Bergeron, y huellas en los archivos españoles.
Pierre-Olivier Malherbe puede haber sido el autor de un diccionario en lengua malaya, que fue añadido en 1609 a la obra de François Martin de Vitré,  Description du premier voyage fait aux Indes orientales par les Français en l'an 1603.
Se le menciona en la obra de 1629 del geógrafo Pierre Bergeron, Traité de navigation et des voyages de découvertes et conquêtes, principalement des François .
En París, también se reunió con el lingüista holandés Erpenius, que estaba preparando el primer diccionario latín-árabe.
Pierre-Olivier Malherbe puede haber sido el autor de un a Malay language dictionary, which was added to 's work '

## Reconocimientos
Un colegio de Châteaubourg, a unos diez kilómetros al oeste de Vitre, lleva el nombre de Pierre-Olivier Malherbe.